# Plagiotremus azaleus
Plagiotremus azaleus es una especie de pez de la familia Blenniidae en el orden de los Perciformes.

## Morfología
Los machos pueden llegar alcanzar los 10 cm de longitud total.

## Reproducción
Es ovíparo.

## Hábitat
Es un pez de mar y de clima tropical y asociado a los  arrecifes de coral que vive entre 2-23 m de profundidad.

## Distribución geográfica
Se encuentra desde el Golfo de California hasta el Perú, incluyendo las Islas Galápagos.